# لیسبت هومل
لیسبت هومل (دانمارکی: Lisbeth Hummel؛ زادهٔ ۱۹۵۲) بازیگر اهل دانمارک است.
از فیلم‌هایی که وی در آن‌ها نقش داشته است، می‌توان به دیو و دیو و دلبر اشاره نمود.